# Systolema
Systolema is een geslacht van vliesvleugeligen uit de familie van deEurytomidae. De wetenschappelijke naam van dit geslacht werd voor het eerst geldig gepubliceerd in 1994 door T. C. Narendran.

## Soorten
Het geslacht Systolema is monotypisch en omvat slechts de volgende soort:
- Systolema hayati Narendran, 1994